# أنطونيو غونزاليس (رامي الرمح)
أنطونيو غونزاليس (بالإسبانية: Antonio González)‏ هو رامي الرمح ‏ كوبي، ولد في 13 يوليو 1956.